# Rodbina Bragança
Najbolj spokojna hiša Bragança (portugalsko Sereníssima Casa de Bragança), znana tudi kot Brigantinska dinastija (dinastia Brigantina), je rodbina cesarjev, kraljev, princev in vojvod portugalskega porekla, ki je vladala Evropi in Ameriki.
Hišo je ustanovil Afonz I., 1. vojvoda Braganški, nezakonski sin portugalskega kralja Ivana I. iz rodbine Avižanov, in je sčasoma prerasla v eno najbogatejših in najmočnejših plemiških hiš Iberije v obdobju renesanse. Braganšani so začeli vladati Kraljevini Portugalski in Algarveu, potem ko so v obnovitveni vojni uspešno odstavili Filipovsko rodbino, zaradi česar je vojvoda Bragança leta 1640 postal portugalski kralj Ivan IV. Bragança so vladali Portugalski in Portugalskemu imperiju od leta 1640 in z ustanovitvijo Združenega kraljestva Portugalske, Brazilije in Algarvesa leta 1815 in kasnejšo neodvisnostjo Brazilskega cesarstva leta 1822 so Bragançe začeli vladati kot monarhi Brazilije.
Rodbina Bragança je dala 15 portugalskih monarhov in vse štiri brazilske monarhe, številne soproge v različnih evropskih kraljestvih, kot sta Katarina Braganška (žena Karla II., ki je v Veliko Britanijo uvedel čaj) in Maria Isabel Bragança (žena Ferdinanda VII. Španskega, ki je ustanovila muzej Prado), pa tudi včasih kandidata za poljski in grški prestol, Infante Manuel, grof Ourémski in Pedro, vojvoda Bragança, ter številne druge pomembne osebe v zgodovini Evrope in obeh Amerik. Bragança so bili odstavljeni s svojih prestolov v Evropi in Ameriki na prehodu iz 19. v 20. stoletje, ko je bil leta 1889 v Braziliji odstavljen cesar Pedro II., in ko je bil leta 1910 na Portugalskem odstavljen kralj Manuel II. Portugalski
Po vladavini portugalskega kralja Ivana VI. so se Bragançe razdelili na tri glavne veje družine: brazilsko vejo, ki jo je vodil najstarejši sin kralja Ivana VI., brazilski cesar Pedro I., ustanovitelj veje, ki jo je vodila najstarejša hči cesarja Pedra I., portugalska kraljica Marija II., in veja miguelistov, ki jo je vodil drugi najstarejši sin kralja Ivana VI., portugalski kralj Miguel I. Brazilska veja je po letu 1921 postala rodbina Orléans-Bragança, katere vodstvo si sporekata dve lastni veji: veja Vassouras, ki jo je vodil Bertrand Orléans-Bragança, in veja Petrópolis, ki jo je vodil princ Pedro Carlos Orléans -Bragança. Ustavna veja je izumrla s smrtjo kralja Manuela II. leta 1932, pri čemer je svojo pravico do portugalskega prestola predala veji miguelistov, preko Duarteja Nuna, vojvode Bragança. Zahtevek za portugalsko krono in s tem za vodstvo rodbine Bragança je prešel na sina Duarteja Nuna, Duarteja Pia, vojvode Bragança, ki je trenutno najbolj priznan pretendent za portugalski prestol.